# Alberto Zozaya
Alberto Máximo Zozaya (ur. 13 kwietnia 1908, zm. 17 lutego 1981) – argentyński piłkarz noszący przydomek Don Padilla, napastnik. Później trener.
Urodzony w Urdinarrain (w departamencie Gualeguaychú – prowincja Entre Ríos) Zozaya w piłkę zaczął grać w 1926 roku w lokalnym klubie Central Entrerriano Gualeguaychú. W 1929 został piłkarzem klubu Estudiantes La Plata, a rok później zdobył wraz ze swym nowym klubem wicemistrzostwo Argentyny. W 1931 roku strzelił dla Estudiantes 33 bramki i został królem strzelców pierwszej ligi argentyńskiej. Głównie jednak zasłynął jako strzelec pierwszej bramki w historii zawodowej ligi argentyńskiej. Zozaya razem z takimi graczami jak Alejandro Scopelli, Miguel Ángel Lauri, Manuel Ferreira i Enrique Guaita współtworzył drużynę Estudiantes, która w latach 30. dorobiła się wymownego przydomku Los Profesores.
Jako gracz klubu Estudiantes wziął udział w turnieju Copa América 1937, gdzie Argentyna zdobyła mistrzostwo Ameryki Południowej. Zozaya zagrał w pięciu meczach – z Paragwajem (zdobył 3 bramki), Peru (zdobył bramkę), Urugwajem (wszedł w drugiej połowie za de la Matę i zdobył bramkę), Brazylią oraz w decydującym o mistrzostwie barażu z Brazylią. Zdobycie 5 goli dało mu tytuł wicekróla strzelców turnieju.
W Estudiantes Zozaya grał do 1939 roku, po czym w 1940 roku został piłkarzem drużyny Racing Club de Avellaneda. Po rozegraniu w Racingu 2 meczów w 1941 roku przeniósł się do urugwajskiego klubu CA Bella Vista, gdzie zakończył karierę. Zozaya słynął przede wszystkim ze znakomitej dry głową.
W reprezentacji Argentyny w latach 1936–1937 rozegrał 9 meczów i zdobył 8 bramek.
Po zakończeniu kariery piłkarskiej Zozaya został trenerem. W latach 1952–1953 kierował drużyną portugalskiego klubu SL Benfica. Sprawował także pieczę nad zespołami takich klubów, jak Gimnasia y Esgrima La Plata (w 1960 roku), CA Platense, CA Lanús i Defensores de Cambaceres Ensenada.
Zozaya zmarł 17 lutego 1981 roku w La Placie.